# برشاوشان قلبي
برشاوشان قلبي (الاسم العلمي:Adiantum cordatum) هو نوع من النباتات يتبع جنس البرشاوشان من الفصيلة الديشارية.